# Катастрофа Ан-24 в Нижнеангарске
Катастрофа Ан-24 в Нижнеангарске — авиационная катастрофа, произошедшая утром четверга 27 июня 2019 года. Авиалайнер Ан-24РВ авиакомпании «Ангара» выполнял плановый рейс ИК-200 по маршруту Улан-Удэ — Нижнеангарск — Иркутск, но во время снижения для посадки у самолёта отказал двигатель № 1 (левый). Экипаж решил вынужденно сесть в аэропорту Нижнеангарска, но при посадке лайнер сошёл со взлётно-посадочной полосы, после чего врезался в здание очистных сооружений и разрушился. Из находившихся на его борту 47 человек (43 пассажира и 4 члена экипажа), погибли 2 члена экипажа — КВС и бортмеханик (в ранних сообщениях о катастрофе приводились неточные сведения о гибели не бортмеханика, а второго пилота).

## Самолёт
Ан-24РВ (регистрационный номер СССР-47366, заводской 77310804, серийный 108-04) был выпущен 16 сентября 1977 года заводом «Авиант». 7 апреля 1978 года был передан авиакомпании «Аэрофлот» (Хабаровский ОАО Дальневосточного УГА), в 1991 году перешёл в Сахалинское ПО, которое 22 декабря 1993 года было преобразовано в авиакомпанию «Сахалинские авиатрассы (САТ)» (в её авиапарк перешёл под б/н RA-47366). 23 апреля 2013 года был передан авиакомпании «Ангара». На день катастрофы совершил 18 584 циклов «взлёт-посадка» и налетал 38 014 часов.

## Экипаж
Состав экипажа рейса ИК-200 был таким:
- Командир воздушного судна (КВС) — 58-летний Владимир Ильич Коломин. В авиакомпании «Ангара» проработал 13 лет и 8 месяцев (с сентября 2005 года). Ранее управлял самолётом Ан-2. В должности командира Ан-24 — с сентября 2008 года (до этого управлял им в качестве второго пилота). Налетал 15 167 часов, 10 667 из них на Ан-24 (3468 из них в качестве КВС).
- Второй пилот — 43-летний Сергей Александрович Сазонов. В авиакомпании «Ангара» проработал 7 лет и 1 месяц (с мая 2012 года). Управлял самолётами Ан-2 и L-410. В должности второго пилота Ан-24 — с октября 2016 года. Налетал 6012 часов, 1325 из них на Ан-24.
- Бортмеханик — 57-летний Олег Владимирович Барданов. В качестве бортинженера летал на самолётах Ил-76 и Ту-154. Проработал в авиакомпании «Ангара» 9 лет и 8 месяцев (с октября 2008 года по март 2011 года и с июня 2013 года). В должности бортмеханика Ан-24 — с октября 1989 года. Налетал 12 853 часа, 7149 из них на Ан-24.
- Стюардесса — 40-летняя Елена Викторовна Лапуцкая. Проработала в авиакомпании «Ангара» 13 лет и 8 месяцев (с сентября 2005 года). Налетала 10 373 часа, 5457 из них на Ан-24.

## Хронология событий
По расписанию, вылет рейса ИК-200 по маршруту Улан-Удэ—Нижнеангарск—Иркутск был запланирован на 04:50 UTC 26 июня 2019 года, но из-за погодных условий в аэропорту Нижнеангарска (были хуже минимума) вылет рейса 200 изначально переносился каждый час, а затем был перенесён на 00:30 UTC 27 июня 2019 года. Экипаж перед полётом отдыхал в гостинице «Полёт», расположенной в непосредственной близости от аэропорта.
Минимум аэропорта Нижнеангарск, указанный в аэронавигационном паспорте: для посадки по правилам визуальных полётов 600х2000 метров, в руководстве по производству полётов авиакомпании указан минимум для визуального заход 2100х5000 метров.
В 01:03 UTC рейс ИК-200 вылетел из Улан-Удэ, взлёт осуществлял КВС (пилот-инспектор). В 02:08 UTC экипаж доложил о начале снижения и запросил посадку с курсом 45°. Диспетчер КДП аэропорта Нижнеангарска разрешил заход на посадку на ВПП № 23 (магнитный курс посадки 225°). В 02:11 UTC на снижении отказал двигатель № 1 (левый), экипаж выполнил действия для флюгирования воздушного винта, отключил автопилот и доложил диспетчеру КДП. На запрос диспетчера КДП о решении на посадку, КВС ответил: Будем садиться, заход.
После посадки рейс ИК-200 неожиданно уклонился вправо, сошёл с ВПП, пробежал по грунту, пробил забор ограждения аэропорта, врезался в здание очистных сооружений и остановился. При столкновении со зданием самолёт наполовину разрушился и загорелся.
Погодные условия в 02:30 UTC в аэропорту Нижнеангарск:
- ветер у земли: 080°- 2 м/с;
- видимость: 10 километров;
- облачность: несколько (1-2 октанта) кучево-дождевой с высотой нижней границы 1500 метров от поверхности земли;
- температура воздуха: + 20 °С.
- температура точки росы: + 12 °С.
- давление: QFE 713 мм рт. ст., 951 гПа; QNH 1006 гПа.

## Расследование
Расследование организовано и проводится Межгосударственным авиационным комитетом (МАК).
Был опубликован промежуточный отчёт расследования.
Согласно отчёту, в 02:11:35 UTC при снижении у самолёта отказал двигатель № 1 (левый), после чего экипаж выполнил действия для флюгирования.
После посадки самолёт не смог удержаться в пределах бетонной взлётно-посадочной полосы (БВПП). Он начал уклоняться вправо и сошёл с БВПП. Затем лайнер пробежал по грунту, пробил забор ограждения аэродрома, после чего столкнулся со зданием очистных сооружений и загорелся. Стюардесса эвакуировала пассажиров через багажную дверь. Второй пилот не смог эвакуировать КВС и бортмеханика, которые оказались зажатыми в горящей кабине пилотов и находились без движений. Второй пилот покинул самолёт через левый передний аварийный люк.
При этом МАК подтвердил, что из-за того, что командиру экипажа стало плохо перед вылетом, авиакомпания заменила его на пилота-инспектора. МАК также рекомендовал авиакомпаниям провести разовую проверку технического состояния и работоспособности тормозных систем согласно регламенту ТО на самолётах типа Ан-24 и Ан-26. В комитете также посоветовали дополнительно изучить с лётными экипажами процесс захода на посадку и посадки с одним отказавшим двигателем на самолётах типа Ан-24.
По факту грубой посадки возбуждено уголовное дело по части 3 статьи 263 УК РФ («Нарушение правил безопасности движения и эксплуатации воздушного транспорта, повлекшее по неосторожности смерть двух и более лиц»).

## Награждение экипажа
28 октября 2019 года указом Президента Российской Федерации № 525 «за мужество, отвагу и решительность, проявленные при спасении людей в экстремальных условиях» погибшие в катастрофе КВС Владимир Коломин и бортмеханик Олег Барданов были посмертно награждены орденами Мужества, стюардесса Елена Лапуцкая и второй пилот Сергей Сазонов были награждены медалями Нестерова.
Вопрос о необходимости награждения государственной наградой стюардессы Елены Лапуцкой, сыгравшей значительную роль в эвакуации пассажиров, неоднократно поднимался в обществе и СМИ с лета 2019 года.